# Romain Rocchi
Pour les articles homonymes, voir Rocchi (homonymie).
Romain Rocchi, né le 2 octobre 1981 à Cavaillon (Vaucluse), est un footballeur français évoluant au poste de milieu de terrain.

## Biographie

### Paris SG (2002-2004)
Il déclare en 2012 : « j’étais en National à Cannes, et je suis passé à la Ligue 1 avec le PSG, c’est quelque chose d’exceptionnel, j’ai changé de monde. J’ai beaucoup appris, et j’ai eu envie de voler de mes propres ailes car c’était difficile de s’imposer au PSG pour un jeune. J’ai donc décidé de partir, mais cette expérience de Paris a été positive ».

### FC Metz (2008-2010)
En 2008, Rocchi a l’opportunité de rejoindre un club ambitieux, le FC Metz. Il évolue auprès de joueurs comme Papiss Cissé, Pascal Johansen, Cédric Barbosa et Julien Cardy.

### Israël et AC Arles-Avignon (2010-2013)
Avec l’Hapoël Tel-Aviv, Romain rocchi découvre la Ligue des champions. Avec le club ouvrier, Romain Rocchi remporte la Coupe nationale et dispute la phase de groupes de C1 avec Schalke 04, le Benfica Lisbonne et l’Olympique lyonnais. Mais l’Hapoël termine dernier de son groupe.
Après six mois passés en Ligat Toto, Romain Rocchi rejoint l'AC Arles-Avignon sur un choix d’ordre privé. Originaire de Cavaillon, dans le Vaucluse, Romain Rocchi retrouve la France et signe dans son sixième club hexagonal et le quatrième dans le Sud de l'hexagone. Il retrouve la Ligue 1 pour quelques mois seulement, puisqu’il signe à l'AC Arles-Avignon, déjà quasiment condamné. Après six mois dans l’élite, Rocchi repart donc au niveau inférieur pour la saison 2011-2012. Sportivement, les deux années et demie à Arles-Avignon ne sont pas de tout repos : treizième puis onzième de Ligue 2. Il y vit plusieurs passages compliqués au club avec de nombreux changements d’entraîneurs notamment,.

### Retour à Metz (2013-2015)
Malgré les contacts avec le Stade brestois 29 et une proposition de prolongation de l'AC Arles-Avignon, Romain Rocchi est de retour au FC Metz en 2013, trois ans après son départ du club. Une volonté commune pour un joueur qui est resté en contact avec le président Bernard Serin. 
Le nouveau numéro 7 est rapidement titulaire indiscutable dans la formation d’Albert Cartier. Il porte à quelques occasions le brassard de capitaine en l'absence de son coéquipier Sylvain Marchal, notamment lors du match de la montée en Ligue 1 en mai 2014.

2017 finaliste de la coupe Roumagoux avec l'espérance gordienne club dont Il est le 
parrain depuis la saison 2016/2017

## Statistiques
| Saison                | Club                  | Championnat           | Championnat | Championnat | Coupe nationale | Coupe nationale | Coupe de la Ligue | Coupe de la Ligue | Compétition(s) continentale(s) | Compétition(s) continentale(s) | Compétition(s) continentale(s) | Total | Total |
| Saison                | Club                  | Division              | M.          | B.          | M.              | B.              | M.                | B.                | Comp.                          | M.                             | B.                             | M.    | B.    |
| 2001-2002             | AS Cannes             | National              | 6           | 1           | -               | -               | -                 | -                 | -                              | -                              | -                              | 6     | 1     |
| 2002-2003             | Paris Saint-Germain   | Ligue 1               | 6           | 0           | 4               | 0               | 0                 | 0                 | -                              | -                              | -                              | 10    | 0     |
| 2003-2004             | Paris Saint-Germain   | Ligue 1               | 18          | 0           | 5               | 0               | 1                 | 0                 | -                              | -                              | -                              | 24    | 0     |
| Sous-total            | Sous-total            | Sous-total            | 24          | 0           | 9               | 0               | 1                 | 0                 | -                              | 0                              | 0                              | 34    | 0     |
| 2004-2005             | SC Bastia (prêt)      | Ligue 1               | 24          | 1           | 1               | 0               | 1                 | 0                 | -                              | -                              | -                              | 26    | 1     |
| 2005-2006             | AC Ajaccio            | Ligue 1               | 24          | 3           | -               | -               | 3                 | 0                 | -                              | -                              | -                              | 27    | 3     |
| 2006-2007             | AC Ajaccio            | Ligue 2               | 11          | 0           | 2               | 0               | 0                 | 0                 | -                              | -                              | -                              | 13    | 0     |
| 2007-2008             | AC Ajaccio            | Ligue 2               | 31          | 3           | 1               | 0               | 1                 | 0                 | -                              | -                              | -                              | 33    | 3     |
| Sous-total            | Sous-total            | Sous-total            | 66          | 6           | 3               | 0               | 4                 | 0                 | -                              | 0                              | 0                              | 73    | 6     |
| 2008-2009             | FC Metz               | Ligue 2               | 36          | 4           | -               | -               | 3                 | 1                 | -                              | -                              | -                              | 39    | 5     |
| 2009-2010             | FC Metz               | Ligue 2               | 33          | 2           | 2               | 0               | 4                 | 0                 | -                              | -                              | -                              | 39    | 2     |
| Sous-total            | Sous-total            | Sous-total            | 69          | 6           | 2               | 0               | 7                 | 1                 | -                              | 0                              | 0                              | 78    | 7     |
| 2010-2011             | Hapoël Tel-Aviv FC    | Ligat Toto            | 3           | 0           | 0               | 0               | 4                 | 0                 | C1                             | 8                              | 0                              | 15    | 0     |
| 2011                  | AC Arles-Avignon      | Ligue 1               | 17          | 0           | -               | -               | -                 | -                 | -                              | -                              | -                              | 17    | 0     |
| 2011-2012             | AC Arles-Avignon      | Ligue 2               | 34          | 2           | 1               | 0               | 1                 | 0                 | -                              | -                              | -                              | 36    | 2     |
| 2012-2013             | AC Arles-Avignon      | Ligue 2               | 33          | 6           | 2               | 0               | 3                 | 0                 | -                              | -                              | -                              | 38    | 6     |
| Sous-total            | Sous-total            | Sous-total            | 84          | 8           | 3               | 0               | 4                 | 0                 | -                              | 0                              | 0                              | 91    | 8     |
| 2013-2014             | FC Metz               | Ligue 2               | 33          | 0           | -               | -               | 1                 | 0                 | -                              | -                              | -                              | 34    | 0     |
| 2014-2015             | FC Metz               | Ligue 1               | 3           | 0           | 1               | 0               | -                 | -                 | -                              | -                              | -                              | 4     | 0     |
| Sous-total            | Sous-total            | Sous-total            | 36          | 0           | 1               | 0               | 1                 | 0                 | -                              | 0                              | 0                              | 38    | 0     |
| Total sur la carrière | Total sur la carrière | Total sur la carrière | 289         | 21          | 18              | 0               | 22                | 1                 | -                              | 8                              | 0                              | 337   | 22    |

## Palmarès
Paris Saint-Germain
- Coupe de France : vainqueur en 2004

FC Metz
- Ligue 2 : champion en 2014